# Goldfield Railway

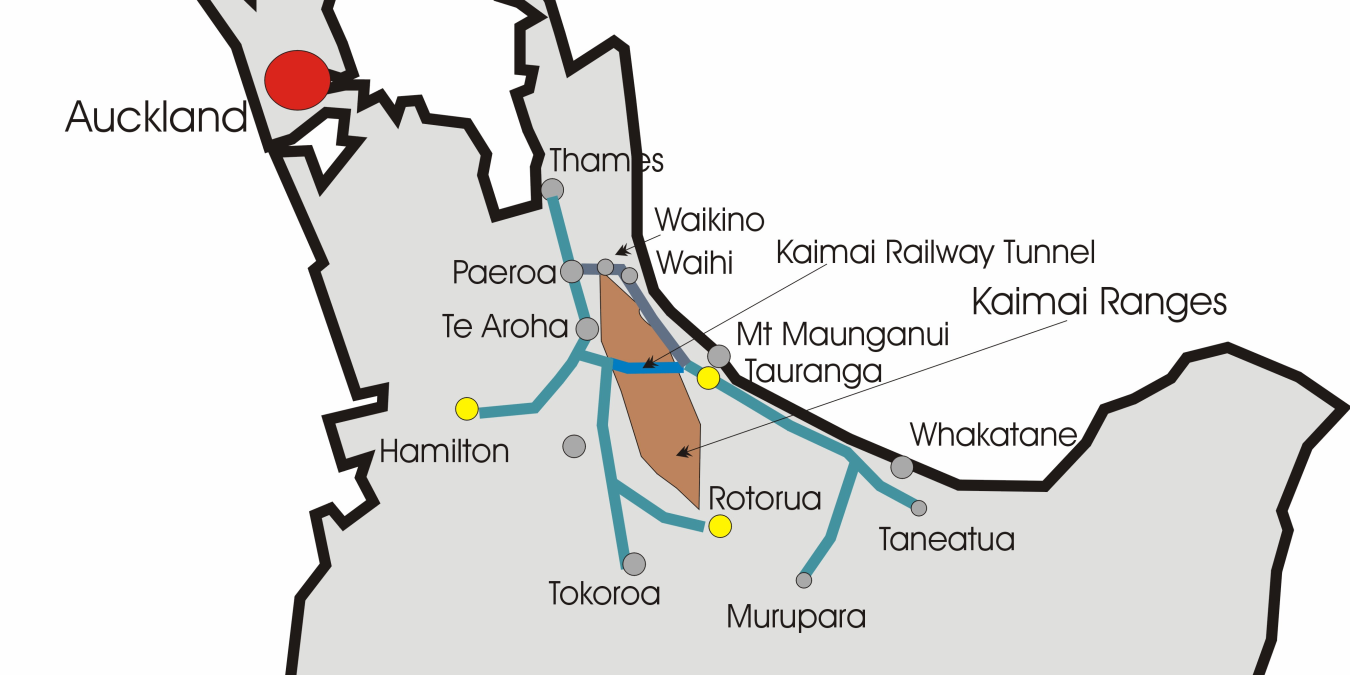
Das Streckennetz der East Coast Main Trunk Railway mit der Strecke der Goldfield Railway zwischen Waihi und Waikino

Die Goldfield Railway Waihi – Waikino Inc. ist eine täglich verkehrende Museums- und Touristikbahn auf der Nordinsel Neuseelands zwischen den Orten Waihi und Waikino parallel zur älteren Waihi–Waikino Gold Tramway.
Die 6,5 Kilometer lange Strecke, dem einzigen verbliebenen Streckenabschnitt der ehemaligen East Coast Main Trunk Railway zwischen Paeroa und Tauranga, ist in der als Kapspur bekannten Spurweite der Eisenbahn in Neuseeland von 1067 mm ausgeführt.

## Geschichte der Eisenbahnstrecke
Mit der umfangreichen Ausweitung der Martha Mine Anfang der 1900er Jahre in Waihi zu einer der größten Tagebauanlagen des Landes wuchs die Notwendigkeit eines Anschlusses an das im Aufbau befindliche Eisenbahnnetz. Am 5. November 1905 erfolgte der Anschluss an das Eisenbahnnetz der Nordinsel durch die Eröffnung der Eisenbahnstrecke zwischen Paeroa und Waihi durch die Karangahake Gorge mit dem 1.006 Meter langen Karangahake Tunnel.
Für 23 Jahre war Waihi nun Endpunkt der Strecke.
Zu dieser Zeit wurden zahlreiche Alternativen einer Erschließung der Bay of Plenty-Region mit der Eisenbahn geprüft, im Jahre 1909 wurde letztendlich der Plan gefasst, mit der East Coast Main Trunk Line die Verbindung von Auckland über Tauranga bis Whakatāne und eventuell sogar bis nach Gisborne zu realisieren.
Der Erste Weltkrieg und die nachfolgende Depressionsphase sorgte jedoch für eine Verzögerung dieser Pläne, so dass erst 1928 mit der Fertigstellung der Frankton-Taneatua-Nebenbahn Waihi zum Durchgangsbahnhof wurde.
Aufgrund des windungsreichen Verlaufs und der starken Steigungen entlang der Strecke war eine Steigerung des Güterverkehrs von Auckland in den Bay of Plenty Distrikt kaum möglich. Nachdem auch die Unterhaltungsarbeiten durch die steigende Nutzung der Strecke immer größere Umfänge annahmen, wurde zwischen Gordon und Apata der neun Kilometer lange Kaimai-Tunnel durch die Kaimai Range gegraben. Mit dessen Eröffnung im Jahre 1979 wurde die Strecke durch die Karangahake Gorge und über Waihi geschlossen.

## Entwicklung der Museumsbahn

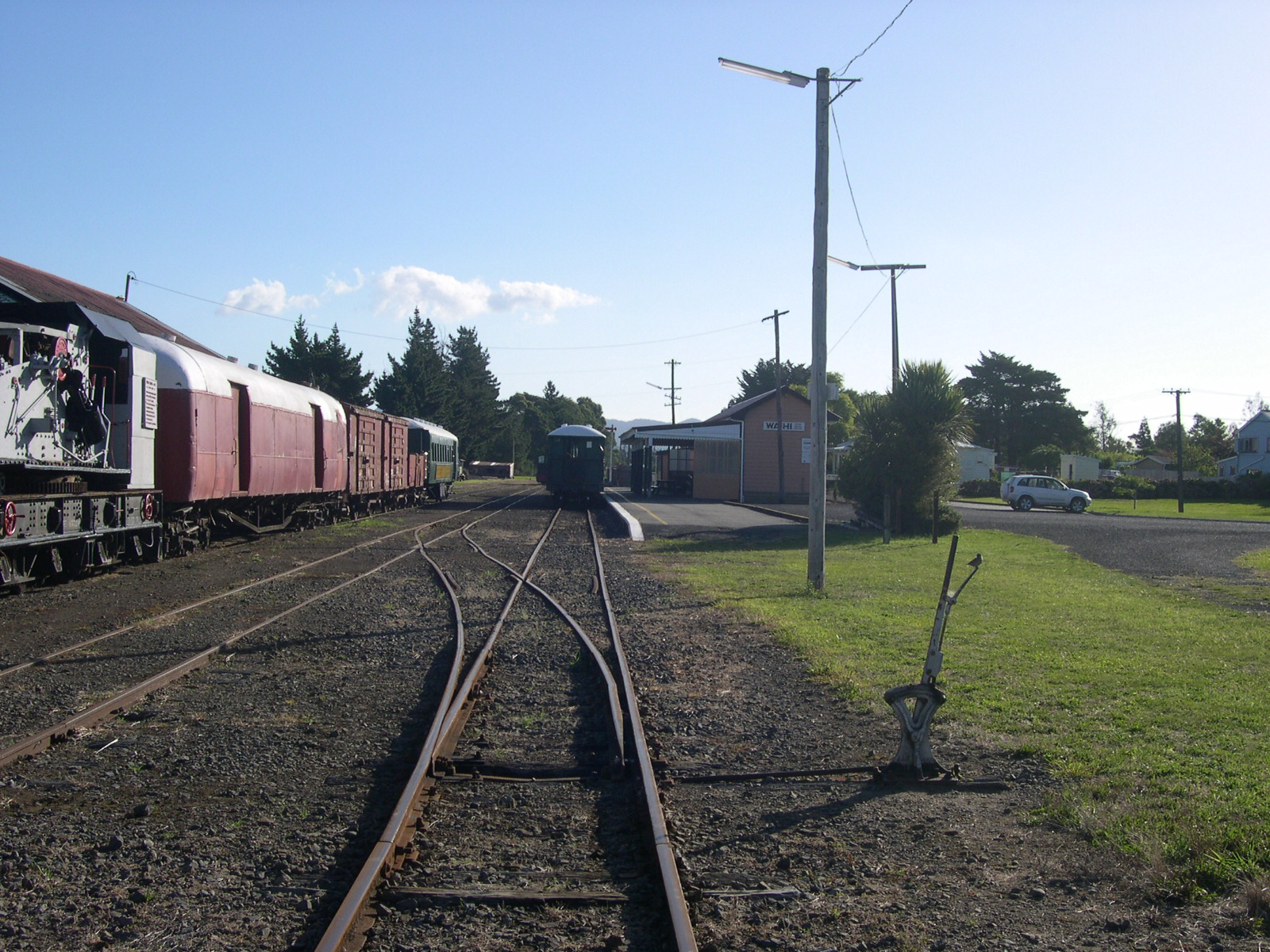
Der heutige Museumsbahnhof von Waihi

Im Jahre 1980 wurde die Goldfield Steam Train Society durch eine Gruppe von Eisenbahnfreunden mit dem Ziel gegründet, den stillgelegten Bahnhof Waihi und die brachliegenden Gleisanlagen zwischen Waihi und Waikino zu übernehmen. Bereits zu diesem Zeitpunkt war die Zielsetzung definiert, einen musealen Personenverkehr mit historischem Fahrzeugmaterial durchzuführen und die Besucher mit der Eisenbahngeschichte der Region vertraut zu machen.
Mitte der 1990er Jahre wurde der Name den modernen Marketingansprüchen entsprechend in Goldfield Railway Incorporated geändert.

## Heutiger Museumsbahnbetrieb und Fahrzeuge

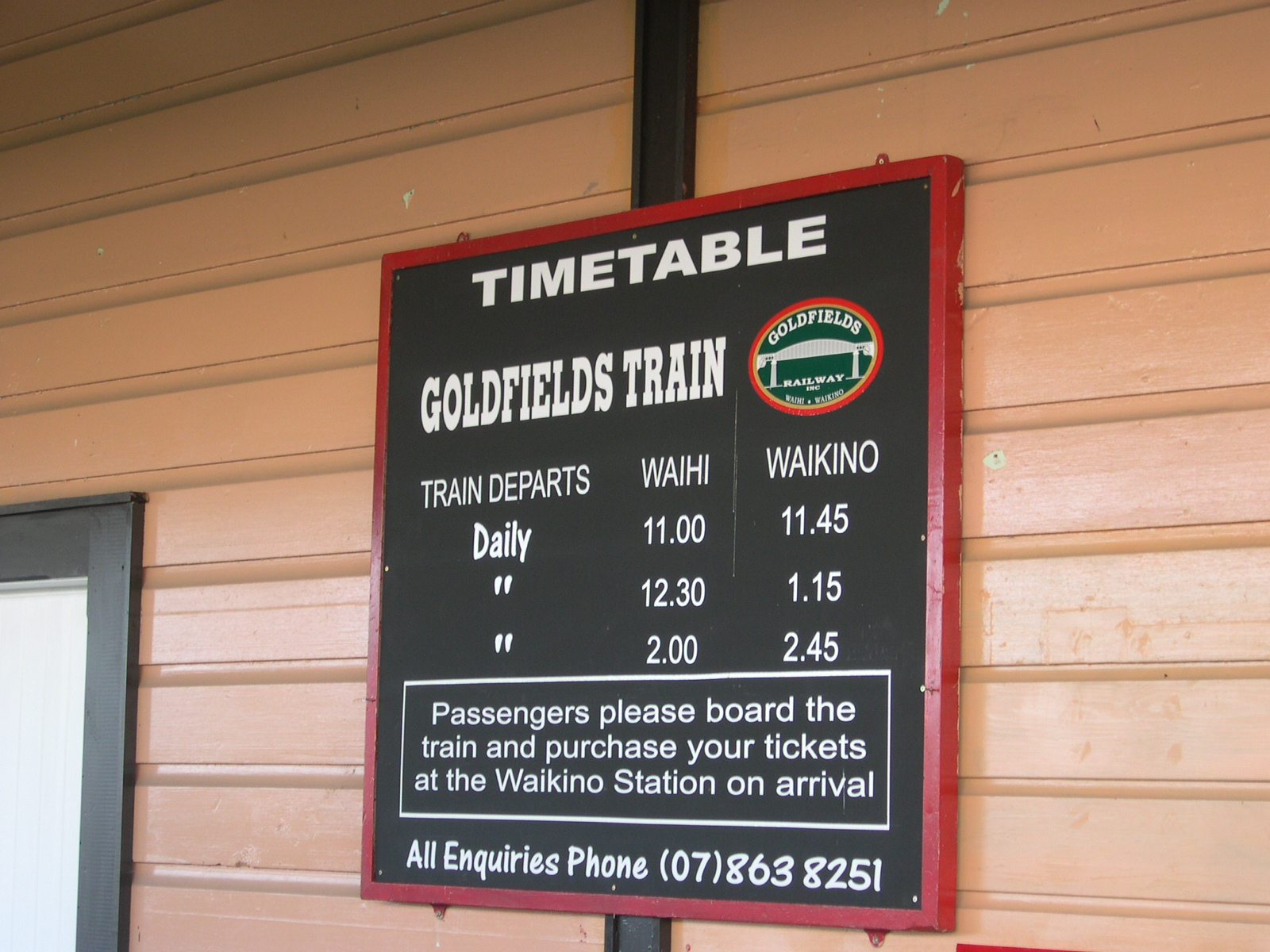
Der Fahrplan der Goldfields Railway

Unter Nutzung von verschiedenen historischen Fahrzeugen der neuseeländischen Eisenbahnen wird heute auf der 6,5 Kilometer langen Strecke täglich mit drei Zugpaaren Betrieb gemacht.
Die auf der Museumsbahn vorhandenen Fahrzeuge sind teilweise nach Stilllegung der Strecke im Bahnhof Waihi zurückgelassen worden oder durch die Eisenbahnfreunde von anderen Strecken in Neuseeland herangeholt worden.